# Sónia Lopes
Sonia Lopes (sinh ngày 6 tháng 4 năm 1975) là một vận động viên chạy cự ly trung bình và đường dài người Cabo Verde.

## Sự nghiệp
Almeida lần đầu tiên thi đấu cho Cape Verde tại Giải vô địch quốc gia xuyên quốc gia IAAF năm 2000 tại Vilamoura, Bồ Đào Nha, nơi cô đã xếp hạng 118 trong cuộc đua ngắn nữ trong thời gian 18 giờ 33 phút. Năm tiếp theo tại Giải vô địch trong nhà thế giới IAAF năm 2001 tại Lisbon, Almeida đã ghi lại thời gian kỷ lục quốc gia và kỷ lục quốc gia tốt nhất là 11: 37,38 trong các trận nóng của 3000 mét. Năm tháng sau tại Giải vô địch ngoài trời thế giới ở Edmonton, Lopes xếp thứ 35 trong 1500 mét với thời gian 5: 13,80. Năm tiếp theo tại Giải vô địch châu Phi năm 2002 về điền kinh ở Radès, Tunisia, cô đã hoàn thành cuối cùng trong 1500 mét nhưng với thời gian được cải thiện là 4: 56,92. Năm 2003, Lopes đã tham dự Giải vô địch marathon thế giới IAAF năm 2003 tại Vilamoura, kết thúc ở vị trí 59 trong 1:24:59 và trong cuộc đua marathon tại Giải vô địch thế giới 2003, kết thúc ở vị trí cuối cùng trong 3:21:59. Hai năm sau, cô đã trở lại trên đường đua chạy 1500 mét trong 4:51,29 tại Giải vô địch thế giới năm 2005 tại Helsinki.

### Thành tích cá nhân tốt nhất
Dưới đây là thời gian cá nhân tốt nhất của Euclides Lopes.
| Nội dung             | Thời gian | Địa điểm                 | Ngày                      | Kỉ lục      | Ghi chú |
| -------------------- | --------- | ------------------------ | ------------------------- | ----------- | ------- |
| 800 mét              | 2: 29,73  | Macerata, Ý              | 25 tháng 9 năm 2011       |             |         |
| 1500 mét             | 4: 33,81  | Villafranca di Verona, Ý | Ngày 30 tháng 6 năm 2007  | Khu bảo tồn |         |
| 3000 mét             | 9: 43.83  | Kinh doanh, Ý            | Ngày 6 tháng 6 năm 2009   |             |         |
| 3000 mét (trong nhà) | 11: 37,38 | Lisbon, Bồ Đào Nha       | Ngày 9 tháng 3 năm 2001   | Khu bảo tồn |         |
| 5000 mét             | 17: 13,49 | Rovereto, Ý              | 29 tháng 6 năm 2012       |             |         |
| 10.000 mét           | 36: 34,13 | Treviso, Ý               | 18 tháng 4 năm 2010       |             |         |
| Dốc dốc 3000 mét     | 10: 45,75 | Pordenone, Ý             | Ngày 4 tháng 7 năm 2009   |             |         |
| 5 km (đường)         | 17:54     | Bolzano, Ý               | Ngày 31 tháng 12 năm 2011 |             |         |
| 10 km (đường bộ)     | 36:45     | Gualtieri, Ý             | Ngày 12 tháng 4 năm 2004  |             |         |
| 10 dặm (đường)       | 1:00:01   | San Giovanni Lupatoto, Ý | Ngày 7 tháng 2 năm 2010   |             |         |
| Nửa marathon         | 1:17:55   | Brugnera, Ý              | 21 tháng 3 năm 2010       |             |         |
| Marathon             | 2:30:30   | Verona, Ý                | Ngày 6 tháng 10 năm 2013  |             |         |